# Барри (тауншип, Миннесота)
Барри (англ. Barry) — тауншип в округе Пайн, Миннесота, США. На 2000 год его население составило 587 человек.

## География
По данным Бюро переписи населения США площадь тауншипа составляет 91,8 км², из которых 91,1 км² занимает суша, а 0,8 км² — вода (0,82 %).

## Демография
По данным переписи населения 2000 года здесь находились 587 человек, 209 домохозяйств и 155 семей.  Плотность населения —  6,4 чел./км².  На территории тауншипа расположено 258 построек со средней плотностью 2,8 построек на один квадратный километр. Расовый состав населения: 83,82 % белых, 0,34 % афроамериканцев, 13,12 % коренных американцев, 0,68 % азиатов, 0,17 % — других рас США и 1,87 % приходится на две или более других рас. Испанцы или латиноамериканцы любой расы составляли 1,19 % от популяции тауншипа.
Из 209 домохозяйств в 40,2 % воспитывались дети до 18 лет, в 58,9 % проживали супружеские пары, в 9,6 % проживали незамужние женщины и в 25,4 % домохозяйств проживали несемейные люди. 20,6 % домохозяйств состояли из одного человека, при том 7,7 % из — одиноких пожилых людей старше 65 лет. Средний размер домохозяйства — 2,81, а семьи — 3,19 человека.
31,5 % населения — младше 18 лет, 7,5 % — в возрасте от 18 до 24 лет, 29,1 % — от 25 до 44, 21,6 % — от 45 до 64, и 10,2 % — старше 65 лет. Средний возраст — 35 лет. На каждые 100 женщин приходилось 107,4 мужчин.  На каждые 100 женщин старше 18 приходилось 106,2 мужчин.
Средний годовой доход домохозяйства составлял 35 227 долларов, а средний годовой доход семьи —  37 250 долларов. Средний доход мужчин —  30 288  долларов, в то время как у женщин — 21 944. Доход на душу населения составил 14 740 долларов. За чертой бедности находились 12,0 % семей и 17,7 % всего населения тауншипа, из которых 22,8 % младше 18 и 22,7 % старше 65 лет.